# 바실리 블류헤르

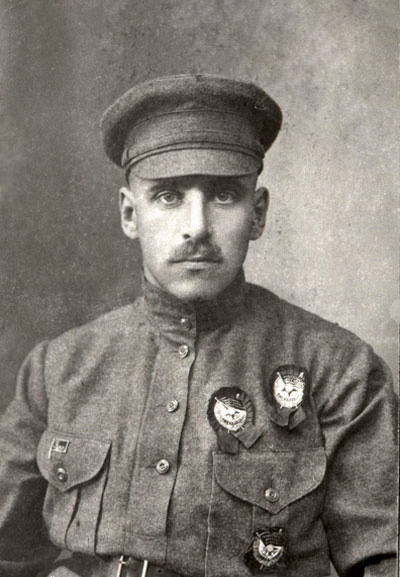
1923년의 블류헤르

바실리 콘스탄티노비치 블류헤르(러시아어: Васи́лий Константи́нович Блю́хер: 1889년 12월 1일 - 1938년 11월 9일)는 러시아 내전에서 활약한 소비에트 연방 군인이다. 그는 대숙청에 희생된 최고급장군의 한 명이다.

## 초기이력
현재 야로슬라블 주인 바르쉰카에서 빈농의 아들로 태어났다. 성은 독일식이지만, 독일계는 아니고, 그의 가족이 소작하던 지주가 19세기 프로이센의 명장 블뤼허(Blücher) 장군의 이름을 따서 붙여주었다고 한다.
제1차 세계 대전 전에는 공장 노동자를 지내다가, 1914년 러시아 제국군에 들어갔고, 부사관으로 종군하였다. 1916년 그는 소련 공산당의 전신인 러시아 사회민주노동당에 들어갔고, 1917년 사마라에서 10월 혁명에 참가하였다.

## 러시아 내전
1917년 11월, 그는 볼셰비키 적위대의 지휘관으로서 혁명에 반대하는 두토프의 반란을 진압하였다. 1918년에는 새롭게 창건된 볼셰비키 군대인 붉은 군대에 참여하여, 사령관에 임명되었다.
그는 러시아 내전에서 가장 유능한 볼셰비키 지휘관 중의 하나였고, 각지에서 반혁명군을 격파, 진압하였다.1918년에는 8월과 9월 사이에는 만명의 병력을 이끌고 1500km를 40일 만에 주파하여 붉은 군대 주력에 합류하였고, 이 공적으로 적기 훈장을 받았다. 그는 이 훈장을 통틀어 4번씩 받기도 하였다. 그는 제51사단의 사단장이 되었고, 1920년 11월에 우랑겔이 이끄는 반혁명군을 격파하였다.

## 장제스 군사고문
러시아 내전 이후, 그는 극동 군관구로 파견되었다. 1924부터 1927년까지 블류헤르는 중국에 군사고문으로 파견되었다. 그는 여기서 "갈렌(Galen)"이라는 이름을 사용하면서 장제스를 보좌하였다. 그는 여기서 국민당의 북벌을 지도하였고, 후에 인민해방군의 가장 유능한 지휘관의 하나가 되는 린뱌오를 교육하였다.

## 동방의 왕자

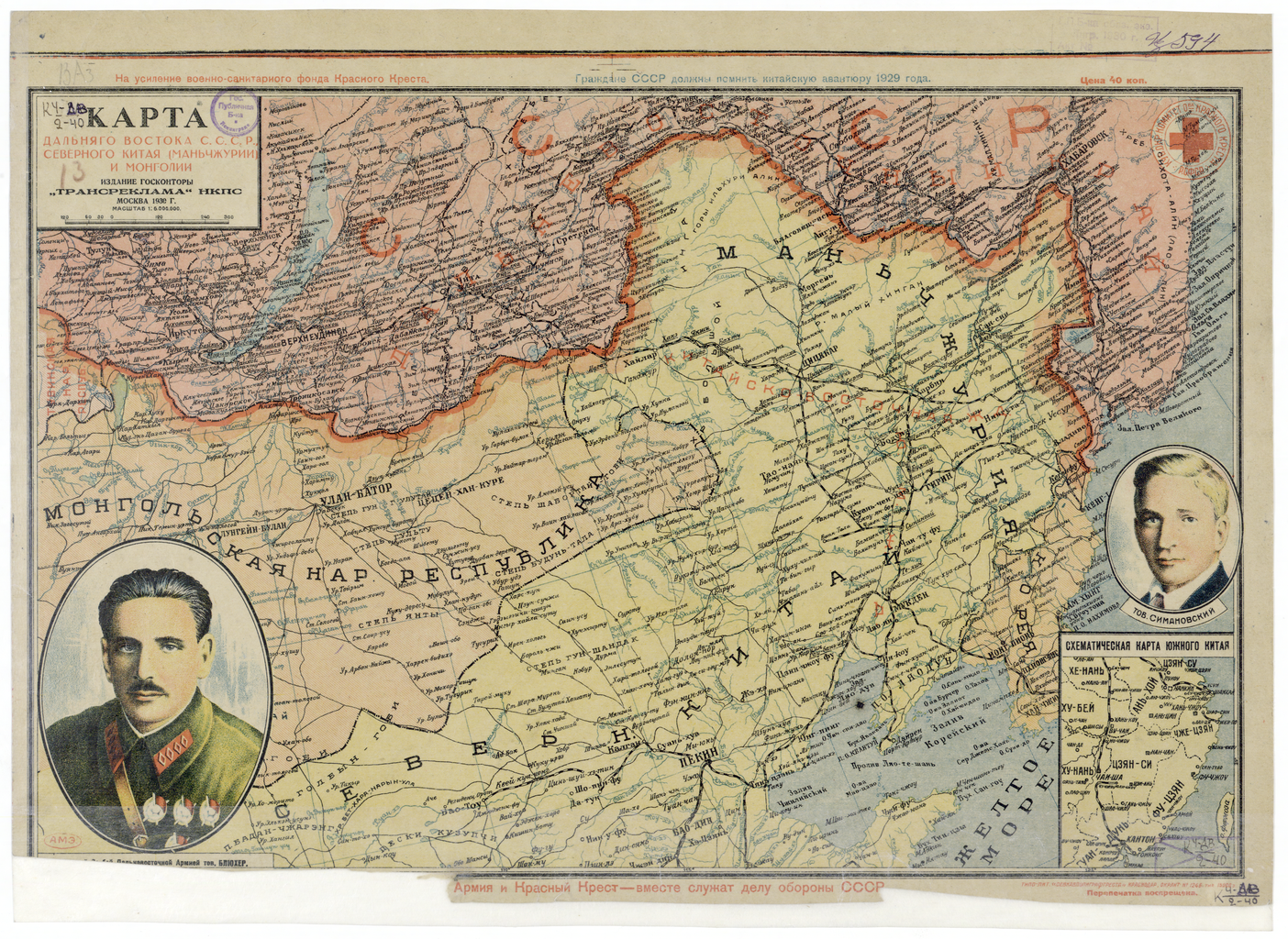
소련 극동, 만주, 몽골이 그려진 선전지도. 왼쪽 하단에 블류헤르의 초상화가 있다. (1930년)

그는 귀국하여 우크라이나 군관구의 사령관이 되었고, 이후 다시 극동으로 전근되어 극동특별적기군 (OKDVA)의 사령관이 되었다. 하바로프스크에 근거지를 둔 그는 상당한 자치권을 가지고 있었고, 그리하여 "동방의 왕자"라고 불릴 정도로 소련내에서 명성이 있었다.
이 지역은 일본이 군사적으로 계속 확장을 노렸기 때문에 소련의 안보상 아주 중요한 지역이기도 하였다. 1929-1930년, 만주를 사실상 지배하던 장쉐량이 소련의 만주 철도이권을 회복하려고 하여 중화민국과 소련사이에 봉소분쟁이 일어났다. 블류헤르는 만주를 침공하여 장쉐량이 지휘하던 국민혁명군 동북군을 단숨에 격파하고 많은 포로를 획득하였다. 이것으로 그는 다시 적기훈장을 받고, 1935년 붉은군대에 계급이 부활하자 투하체프스키 등의 4명과 함께 소련방원수에 임명되었다.
1938년 7월과 8월 사이에 그의 부대는 두만강 유역의 조선-소련 국경에서 일본군과 충돌하여 장고봉 사건이 일어났는데, 이때 일본군을 패퇴시키기는 했지만, 소련군의 피해도 컸다.

## 숙청 및 처형
극동군관구의 중요성 때문에 블류헤르는 1937년부터 벌어진 대숙청의 영향권에 벗어난 듯이 보였다. 그는 사형판결이 났던 투하체프스키의 군사재판에서 재판장의 한명으로 참석하기도 하였다.
그러나 1938년 8월 그는 장고봉 사건에서 부적절한 지휘를 했다는 죄목으로 비난되어 사령관직에서 해임당했다. 10월 22일 그는 체포되었고, 일본의 간첩혐의를 받았다. 그해 6월 내무인민위원회 요원이었던 류슈코프의 일본 망명이 그의 체포에 일정부분 작용했다.
블류헤르는 감옥에서 심하게 고문받았고, 한쪽 안구가 튀어나올 정도였다고 한다. 블류헤르는 자신의 죄를 인정하지 않아서 정식 재판없이 스탈린의 명령으로 처형되었다. 그의 명성은 소련에서 대단하였기 때문에 그의 처형은 비밀이었고, 공식적으로는 중국에 파견되어 가명으로 활약하는 것처럼 대중에 알려지기도 했다. 그의 죽음이 대중에게 알려진 것은 1956년 흐루쇼프시절 그가 공식적으로 복권되었을 때이다.
그는 러시아에서 계속 인기있는 존재였고, 그와 그의 가족에 관련된 다큐멘터리나 책이 발표되기도 하였다.